# برگ‌بیدی گردریشه
کاملینا اسفائررهیزما (نام علمی: Commelina sphaerorrhizoma) نام یک گونه از سرده برگ‌بیدی است.